# Fonction additive (arithmétique)
En théorie des nombres, une fonction additive {\displaystyle f} est une fonction arithmétique (donc définie sur l'ensemble des entiers strictement positifs à valeurs dans l'ensemble des nombres complexes {\displaystyle \mathbb {C} }) telle que :
(en particulier, {\displaystyle f(1)=0}). 
On dit que {\displaystyle f} est (une fonction additive) réelle si elle est uniquement à valeurs dans l'ensemble des nombres réels {\displaystyle \mathbb {R} }.
Une fonction arithmétique {\displaystyle f} est dite complètement additive lorsque :
même si {\displaystyle a} et {\displaystyle b} ne sont pas premiers entre eux.
En dehors de la théorie des nombres, le terme additive est habituellement utilisé pour toutes les fonctions vérifiant :
Cet article ne concerne que les fonctions additives de la théorie des nombres.
Toute fonction complètement additive est additive, mais la réciproque est fausse.

## Exemples de fonctions complètement additives

### Deux exemples élémentaires
- la restriction de la fonction logarithme à {\displaystyle \mathbb {N} ^{*}}.
- la valuation p-adique, pour tout nombre premier {\displaystyle p}.

### La fonction Ω
La fonction {\displaystyle \Omega } associe à un entier naturel non nul {\displaystyle n}, le nombre avec répétition (i.e. en comptant de multiples fois les facteurs multiples) des facteurs premiers de {\displaystyle n} :
Par exemple (suite A001222 de l'OEIS) :
{\displaystyle \Omega (4)=2} ;
{\displaystyle \Omega (24)=\Omega (2^{3}\times 3^{1})=3+1=4} ;
{\displaystyle \Omega (27)=3} ;
{\displaystyle \Omega (144)=\Omega (2^{4}\times 3^{2})=\Omega (2^{4})+\Omega (3^{2})=4+2=6};
{\displaystyle \Omega (2000)=\Omega (2^{4}\times 5^{3})=\Omega (2^{4})+\Omega (5^{3})=4+3=7} ;
{\displaystyle {\ce {\Omega(2001)=3}}} ;
{\displaystyle {\ce {\Omega(2002)=4}}} ;
{\displaystyle {\ce {\Omega(2003)=1}}} ;
{\displaystyle \Omega (54\ 032\ 858\ 972\ 279)=\Omega (11\times 1993^{2}\times 1236661)=4} ;
{\displaystyle \Omega (54\ 032\ 858\ 972\ 302)=\Omega (2\times 7^{2}\times 149\times 2081\times 1\ 778\ 171)=6} ;
{\displaystyle \Omega (20\ 802\ 650\ 704\ 327\ 415)=\Omega (5\times 7\times 11^{2}\times 1993^{2}\times 1236661)=7}.

### La fonctiona0
La fonction {\displaystyle a_{0}} (parfois appelée par les anglo-saxons sopfr) associe à un entier naturel non nul {\displaystyle n} la somme avec répétition des facteurs premiers de {\displaystyle n} :
Par exemple (suite A001414 de l'OEIS) :
{\displaystyle a_{0}(4)=4} ;
{\displaystyle a_{0}(20)=a_{0}(2^{2}\times 5)=2+2+5=9} ;
{\displaystyle a_{0}(27)=9} ;
{\displaystyle a_{0}(144)=a_{0}(2^{4}\times 3^{2})=a_{0}(2^{4})+a_{0}(3^{2})=8+6=14} ;
{\displaystyle a_{0}(2000)=a_{0}(2^{4}\times 5^{3})=a_{0}(2^{4})+a_{0}(5^{3})=8+15=23} ;
{\displaystyle a_{0}(2001)=55} ;
{\displaystyle a_{0}(2002)=33} ;
{\displaystyle a_{0}(2003)=2003} ;
{\displaystyle a_{0}(54\ 032\ 858\ 972\ 279)=1\ 240\ 658} ;
{\displaystyle a_{0}(54\ 032\ 858\ 972\ 302)=1\ 780\ 417} ;
{\displaystyle a_{0}(20\ 802\ 650\ 704\ 327\ 415)=1\ 240\ 681}.

## Exemples de fonctions qui sont seulement additives
- la fonction {\displaystyle \omega }, qui associe à un entier naturel {\displaystyle n} le nombre total de nombres premiers distincts qui divisent {\displaystyle n} (elle est donc majorée par {\displaystyle \Omega }). Par exemple (suite A001221 de l'OEIS) :

{\displaystyle \omega (4)=1} ;
{\displaystyle \omega (27)=1} ;
{\displaystyle \omega (144)=\omega (2^{4}\times 3^{2})=\omega (2^{4})+\omega (3^{2})=1+1=2} ;
{\displaystyle \omega (2000)=\omega (2^{4}\times 5^{3})=\omega (2^{4})+\omega (5^{3})=1+1=2} ;
{\displaystyle \omega (2001)=3} ;
{\displaystyle \omega (2002)=4} ;
{\displaystyle \omega (2003)=1} ;
{\displaystyle \omega (54\ 032\ 858\ 972\ 279)=3} ;
{\displaystyle \omega (54\ 032\ 858\ 972\ 302)=5} ;
{\displaystyle \omega (20\ 802\ 650\ 704\ 327\ 415)=5}.
- la fonction {\displaystyle a_{1}} (parfois appelée par les anglo-saxons sopf) qui à un entier {\displaystyle n} associe la somme de ses diviseurs premiers distincts (elle est de même majorée par {\displaystyle a_{0}}). Par exemple (suite A008472 de l'OEIS) :

{\displaystyle a_{1}(4)=2} ;
{\displaystyle a_{1}(20)=2+5=7} ;
{\displaystyle a_{1}(27)=3} ;
{\displaystyle a_{1}(144)=a_{1}(2^{4}\times 3^{2})=a_{1}(2^{4})+a_{1}(3^{2})=2+3=5} ;
{\displaystyle a_{1}(2000)=a_{1}(2^{4}\times 5^{3})=a_{1}(2^{4})+a_{1}(5^{3})=2+5=7} ;
{\displaystyle a_{1}(2001)=55} ;
{\displaystyle a_{1}(2002)=33} ;
{\displaystyle a_{1}(2003)=2003} ;
{\displaystyle a_{1}(54\ 032\ 858\ 972\ 279)=1\ 238\ 665} ;
{\displaystyle a_{1}(54\ 032\ 858\ 972\ 302)=1\ 780\ 410} ;
{\displaystyle a_{1}(20\ 802\ 650\ 704\ 327\ 415)=1\ 238\ 677}.

## Fonctions multiplicatives
À partir de n'importe quelle fonction additive {\displaystyle f}, il est facile de créer une fonction multiplicative {\displaystyle g} en définissant par exemple {\displaystyle g} par :